# Bukit Jaya (Meureubo)
Bukit Jaya is een bestuurslaag in het regentschap Aceh Barat van de provincie Atjeh, Indonesië. Bukit Jaya telt 400 inwoners (volkstelling 2010).